# Porträts von Martha und Max Liebermann
Die Porträts von Martha und Max Liebermann sind zwei in Öl auf Leinwand gemalte Bildnisse von Anders Zorn. Der Maler Max Liebermann erteilte 1896 an seinen schwedischen Freund den Auftrag, in Berlin das Bildnis seiner Frau Martha zu malen. Das daraufhin entstandene Porträt Martha Liebermann hat eine Höhe von 72,3 cm und eine Breite von 61,2 cm. Das Gemälde gilt als Gegenstück zum nahezu gleich großen Porträt Max Liebermann, welches die Abmessungen 72,7 × 59,9 cm hat. Das undatierte Bildnis hat Zorn wahrscheinlich ebenfalls 1896 vollendet, möglicherweise hatte er es aber bereits 1891 in Paris begonnen. Beide Gemälde befanden sich mehrere Jahrzehnte im Besitz der Dargestellten und gehören heute zur Sammlung des Zornmuseet in Mora. Die beiden Porträts zeugen einerseits von der freundschaftlichen Verbindung zwischen Zorn und den Eheleuten Liebermann, andererseits verdeutlicht die Provenienz der Bilder die nationalsozialistische Verfolgung Martha Liebermanns in den letzten Jahren vor ihrem Lebensende.

## Bildbeschreibungen
Die beiden Bildnisse von Martha und Max Liebermann sind in mehrfacher Hinsicht als Pendants erkennbar. Sie zeigen als Motiv zusammen ein Ehepaar, weisen nahezu die gleiche Bildgröße auf und stellen die Personen als Halbporträt in einem Interieur dar. Zudem korrespondiert in den Bildnissen die jeweils besondere Haltung der Hand miteinander.
Im möglicherweise zuerst begonnen Porträt Max Liebermann zeigt Zorn den frontal dargestellten Freund nicht als Maler, sondern als bürgerliches Porträt. Entsprechend trägt Liebermann keinen Malerkittel, sondern einen dunklen Anzug und ein weißes Hemd mit gebundener großer schwarzer Schleife. Das mit rascher Pinselführung skizzierte Bild erinnert an die Malerei des Barockmalers Frans Hals, den beide Künstler verehrten. So setzte Zorn mit einer äußerst sparsamen Palette aus Schwarz, Grau und Weiß den Dargestellten in eine abwechslungsreiche Abfolge von Hell und Dunkel in Szene. Liebermann sitzt auf einem Sofa oder Sessel, dessen gepolsterte Rückenlehne im Streifenmuster hinter der rechten Schulter zu erahnen ist. Rechts im Hintergrund zeigt sich eine kassettenartige dunkle Holzfront, bei der es sich um einen geschlossenen Schrank handeln könnte. Der gestrichelte undefinierte und ebenfalls dunkle Bereich hinter dem Kopf wird am oberen Bildrand durch zwei helle Flecken aufgelockert. Liebermann hat den Kopf nach links geneigt und schaut mit weit geöffneten Augen zum Betrachter. Über dem geschlossenen Mund schmückt ein großer nach oben gezwirbelter Schnurrbart das Gesicht. Das von links oben auf den Kopf fallende Licht hebt die Stirn, die Mittelglatze und die linke Gesichtshälfte hervor. Auch sein Oberkörper ist leicht zur linken Seite geneigt, während sein linker Ellenbogen weit über eine schmale Armlehne hinausragt. Die abgewinkelte linke Hand weist mit dem hellbeleuchteten Rücken nach oben, während die Finger nach vorn herunterhängen. Der Knöchel des Zeigefingers weist durch seine Haltung auf ein kleines rotes Band am linken Revers der Jacke hin. Dieser Farbakzent deutet auf Liebermanns Auszeichnung zum Ritter der französischen Ehrenlegion hin, den er bereits 1889 erhalten sollte, dessen Annahme aber erst 1896 von der preußischen Regierung erlaubt wurde. Auch in Zorns Selbstporträt von 1889 (Uffizien, Florenz) findet sich ein solches rotes Band am Revers – auch er war als Ritter der Ehrenlegion ausgezeichnet worden.

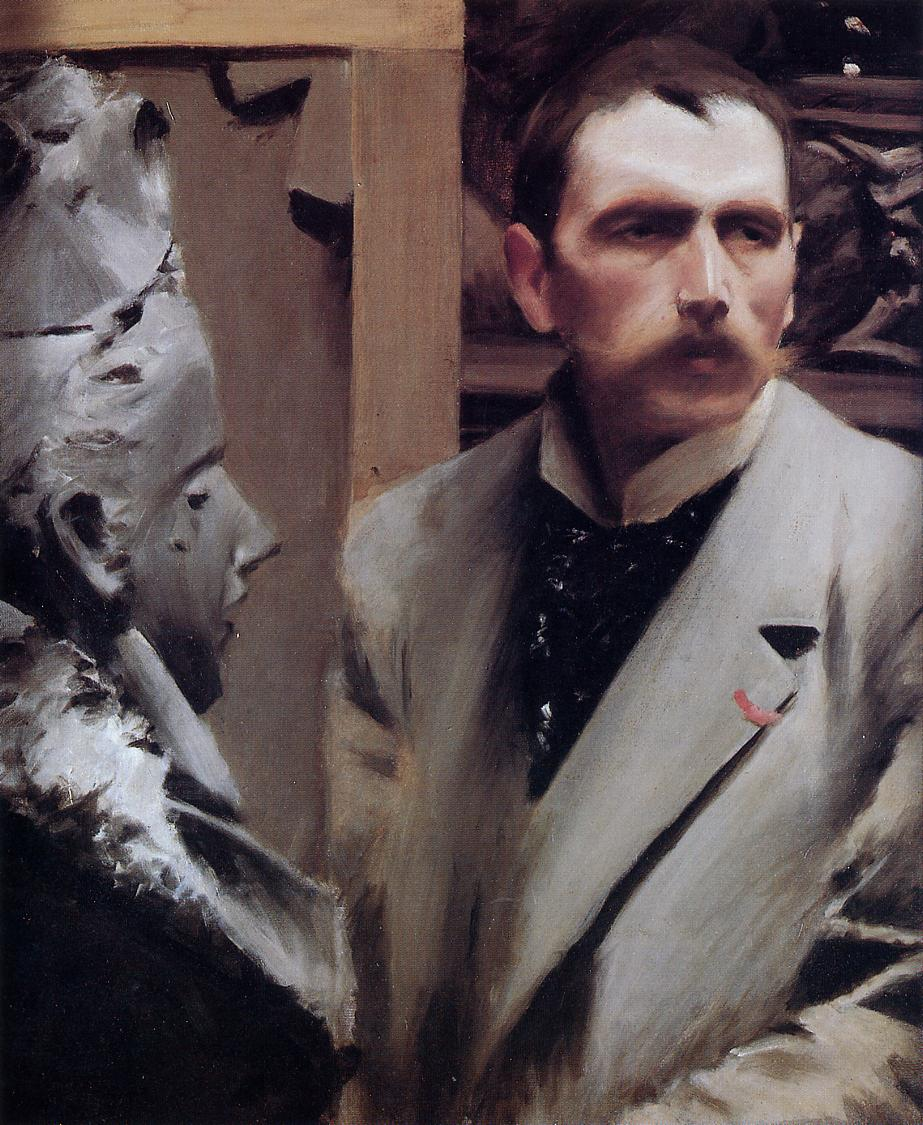
Anders Zorn: Selbstporträt, um 1889
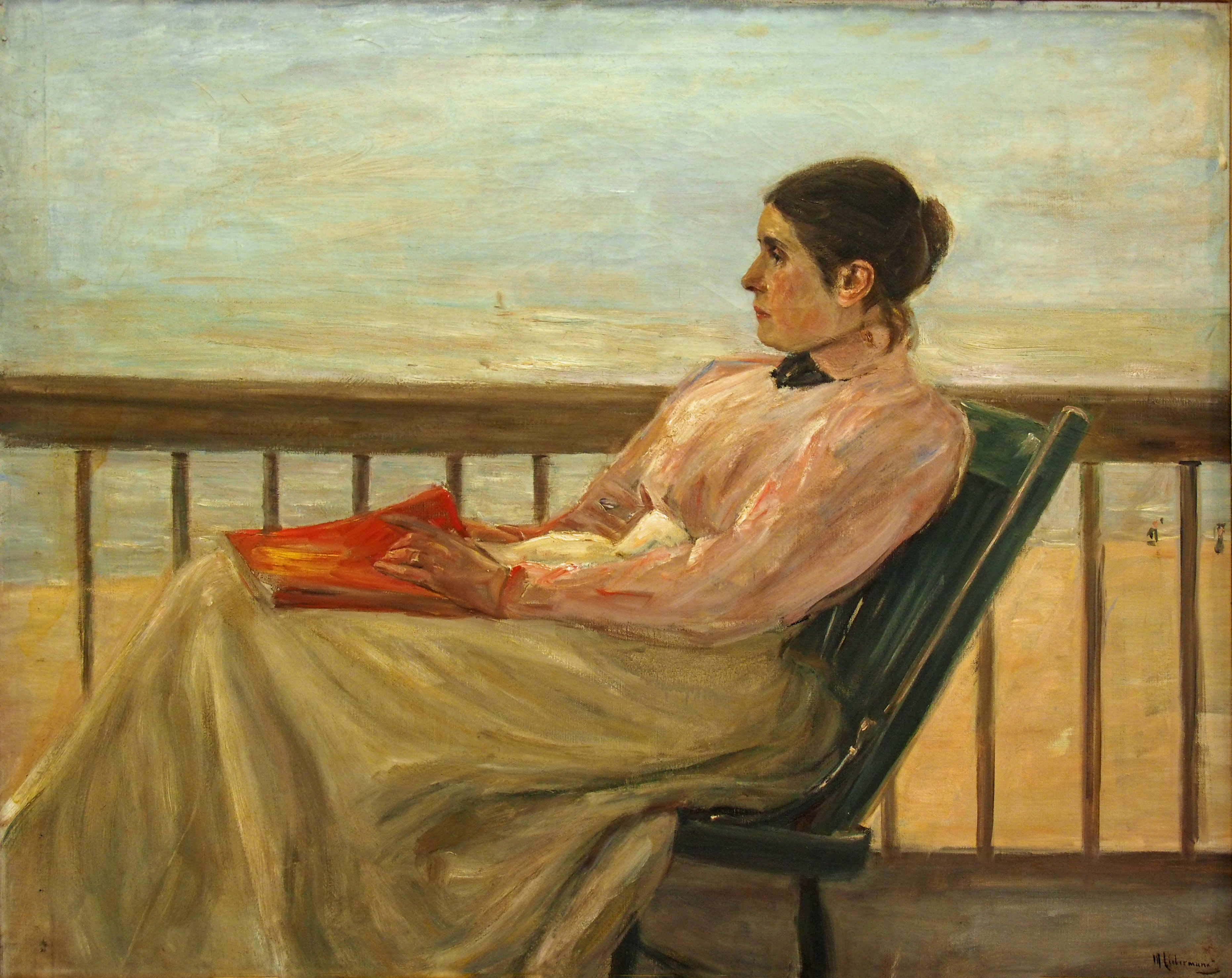
Max Liebermann: Die Gattin des Künstlers am Strand, 1895

Im Gegensatz zum insgesamt eher dunklen Bildnis von Max Liebermann ist das Porträt seiner Frau in deutlich helleren freundlichen Farben gehalten. Zorn zeigt im Porträt Martha Liebermann die achtunddreißigjährige Künstlergattin als „charmante Grande Dame“, die im Palais Liebermann ihre „weltoffene Rolle als Gastgeberin“ gibt. Sie erscheint vor einem hellen grün-gelb-changierendem Hintergrund, der im flüchtigen Stil des Impressionismus eine Tapete oder einen Wandschirm andeuten könnte. Ein schmaler dunkler Streifen auf der linken Seite könnte einen Spiegel mit Blick in eine andere Zimmerecke oder einen Durchgang in ein Nachbarzimmer andeuten, wo sich eine Stuhllehne erahnen lässt. Davor ist die stehende Martha Liebermann etwas links von der Bildmittelachse als Halbporträt wiedergegeben. Sie hat ihren rechten Unterarm auf eine weiße Unterlage – möglicherweise eine Decke – abgestützt und hält die Hand nach unten. Die Finger sind angewinkelt, dabei kreuzen sich Daumen und Zeigefinger. Möglicherweise war diese Handhaltung eine Angewohnheit der Porträtierten, es könnte jedoch auch einen Redegestus unterstreichen, wie Erik Forssman vermutete. Martha Liebermann trägt ein elegantes schwarzes Tageskleid mit Keulenärmeln, wie sie der aktuellen Mode entsprachen. Ein rechteckiger Halsausschnitt wird seitlich von einem samtenen Schalkragen gefasst, dessen Enden in zwei Schleifen münden. Im Ausschnitt hat sie einen weißen Seideneinsatz eingeköpft, dessen hoher Stehkragen den Hals völlig verdeckt. Mit ihrer konservativen Aufmachung in Schwarz und Weiß stimmt sie mit der Kleidung ihres Mannes überein. Das dunkle Kopfhaar ist zu einer enganliegenden Scheitelfrisur gekämmt, bei der die Ohren freiliegen. Das frontal wiedergegebene Gesicht wird von vorn beleuchtet, sodass sich dort nahezu keine Schattenpartien ergeben. Das Inkarnat ist rosig, die leuchtenden dunklen Augen erscheinen weit geöffnet, die Mundpartie deutet mit den zwischen den Lippen erkennbarem Weiß der Zähne ein Lächeln an. Für Martin Faass weist der „forsche, direkte Blick“ und der „Gestus der rechten Hand“ auf „die kluge Martha“ hin, die „dem Geschehen folgt“. Für die Kunsthistorikerin Margreet Nouwen ist Martha Liebermann in Zorns Bild „eine mondäne Femme fatale mit süffisant funkelnden Augen“. Cecilia Lengefeld sieht hingegen in „Zorns Porträt der weltgewandten Dame des Hauses“, eine Frau, die ihr „Gegenüber mit intelligentem, klaren Blick“ betrachtet. Erik Forssman hebt bei ihr einen „festen Blick, der den Betrachter festhält“ hervor und urteilt, das Porträt Martha Liebermann sei eines von Zorns besten Bildnissen. Vermutlich hat das Bild auch der Dargestellten gefallen, die mit den Porträts ihres Gatten häufig unzufrieden war. Liebermann stellte seine Frau meist in Alltagssituationen dar, etwa beim Lesen, mit einer Näharbeit beschäftigt und gelegentlich auch als Schlafende. Beispiel hiefür ist Liebermann Bildnis Die Gattin der Künstlers am Strand (Klassik Stiftung Weimar). Ganz anders erscheint sie bei Zorn, wo sie „vital und selbstbewusst“ dem Betrachter entgegentritt.

## Bilder einer Künstlerfreundschaft
Anders Zorn und Max Liebermann verband eine rund dreißigjährige Freundschaft, wobei nicht genau bekannt ist, wann sich die beiden Maler kennenlernten. Wahrscheinlich trafen sie sich erstmals in Paris, wo sich Liebermann wiederholt aufhielt und Zorn seit 1888 lebte. Sie teilten das Schicksal eines ausländischen Künstlers in Paris und die Bewunderung für die Malerei des Franzosen Édouard Manet und die Kunst seiner Impressionistenfreunde Zudem waren Liebermann und Zorn in Paris gleichermaßen erfolgreich: Beide Maler stellten ihre Werke im Salon de Paris und auf der Pariser Weltausstellung 1889 aus, beide verkauften Werke an den berühmten Operntenor und Kunstsammler Jean-Baptiste Faure und beide wurden zum Ritter der Ehrenlegion ernannt.

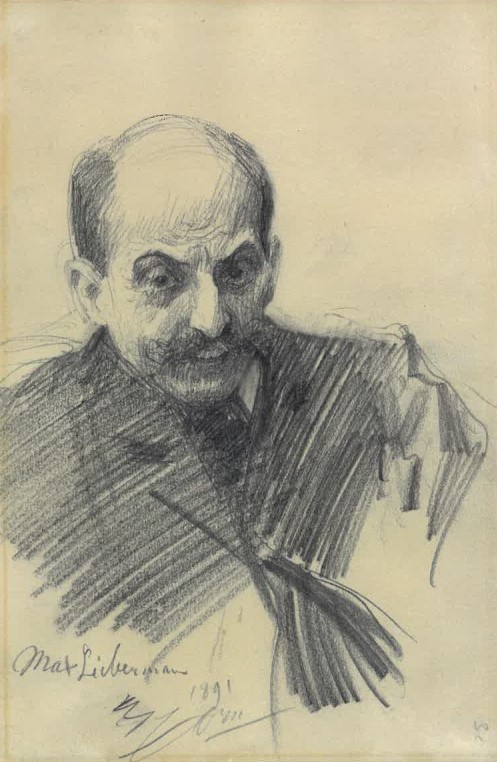
Anders Zorn: Max Liebermann, Zeichnung, 1891
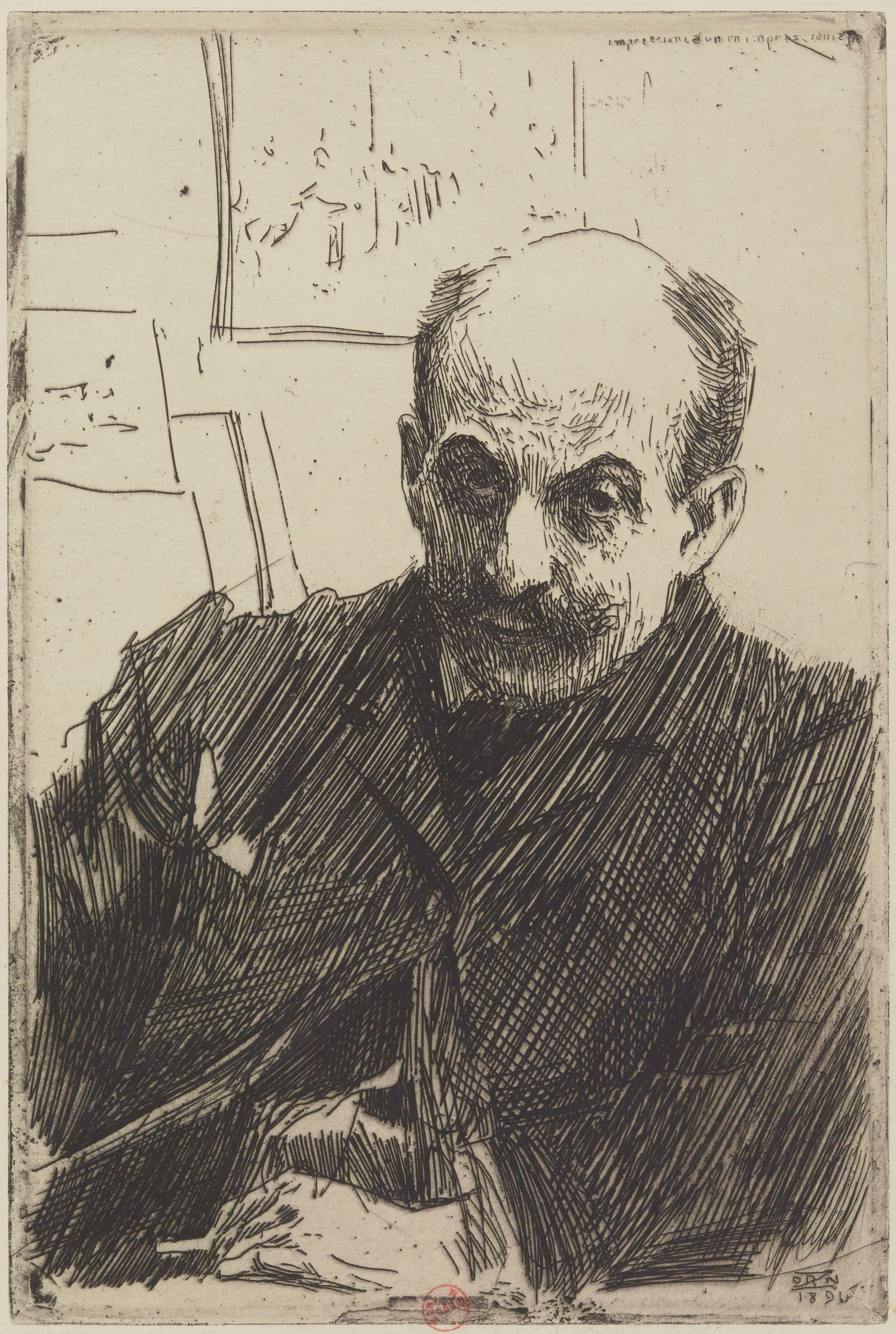
Anders Zorn: Max Liebermann, Radierung, 1891

Der früheste erhaltene Beleg für ihre Freundschaft ist Zorns büstenartige Porträtzeichnung von Max Liebermann von 1891 (Zornmuseet, Mora). Auf dieser Zeichnung findet sich sowohl die Signatur von Zorn, wie auch die Unterschrift von Liebermann. Möglicherweise ist Liebermanns Unterschrift eine Bestätigung, dass er mit der Ausführung seines Freundes zufrieden war. Nach dieser Zeichnung entstand im selben Jahr eine seitenverkehrte Radierung in leicht abgewandelter Form. Zorn hatte hierbei im Vordergrund die Hand des Künstlers sowie im Hintergrund eine Wand mit hängenden und angelehnten Bildern hinzugefügt. Während in der Zeichnung Liebermanns Blick nach unten gerichtet ist, blickt er in der Radierung direkt zum Betrachter. Rechts oben in der Radierung findet sich der Schriftzug „Impressions sur un impressioniste“ (Impressionen von einem Impressionisten), mit dem Zorn die gleiche künstlerische Heimat der beiden Maler unterstrich. Zorn schickte im Januar 1892 ein Abzug der Radierung an Liebermann, der das Blatt nach Erhalt ebenfalls signierte und damit seine Zufriedenheit mit der Ausführung unterstrich. Zorns Zeichnung und die nachfolgende Radierung sind keine direkten Vorarbeiten zum Gemälde Porträt Max Liebermann, zeugen jedoch von Zorns Auseinandersetzung mit der Physiognomie seines Freundes. Umgekehrt sind Arbeiten von Liebermann mit dem Abbild von Zorn nicht bekannt, obwohl wechselseitige Porträts unter Künstlerfreunden häufiger vorkamen und Liebermann wie Zorn als gefragter Porträtist galt. Unklar ist, wann Zorn das Gemälde von Max Liebermann gemalt hat. Der Kunsthistoriker Erik Forssman nahm an, dass das undatierte Gemälde etwa zeitgleich zu Zorns Zeichnung 1891 in Paris entstand. Demgegenüber vermuteten Martin Faass und Alexander Bastek, das Liebermannporträt von Zorn sei erst 1896 im Zusammenhang mit dem Porträt Martha Liebermann entstanden. Cecilia Lengefeld und Annette Roeloffs-Haupt gehen davon aus, das Porträt von Max Liebermann sei in Paris begonnen und im Herbst 1896 fertiggestellt worden.
In den 1890er Jahren konnte Liebermann mit seinen Kontakten in Deutschland seinem Freund Zorn wiederholt behilflich sein. So stellte Liebermann 1890 und 1891 in der Münchner Jahresausstellung im Glaspalast aus und auch Zorn konnte dort jeweils Bilder zeigen, wofür er 1891 als Auszeichnung eine Goldmedaille II. Klasse erhielt. Liebermann vermittelte wahrscheinlich auch den Kontakt zu Alfred Lichtwark, dem Direktor der Hamburger Kunsthalle, von dem Zorn 1891 den Auftrag für das Bild Hamburger Hafen (heute Schwedisches Nationalmuseum, Stockholm) erhielt. Anfang 1892 stellte Zorn seine Werke in Berlin in der Galerie des mit Liebermann befreundeten Fritz Gurlitt aus. Bei dieser Gelegenheit stattete Zorn den Liebermanns in ihrem Haus am Pariser Platz einen Besuch ab und bedankte sich hinterher per Brief herzlich für deren Gastfreundschaft.
1896 erlebte Zorn seinen künstlerischen Durchbruch in Berlin. Zur Zweihundertjahrfeier der Königlichen Akademie der Künste eröffnete am 3. Mai des Jahres eine große Internationale Kunstausstellung, auf der Zorn mit vier Gemälden vertreten war. Anders und Emma Zorn bereiteten zu dieser Zeit ihren Umzug von Paris nach Schweden vor, wo sie sich in ihrem neuen Haus Zorngården in Mora niederlassen wollten. Die Reise in ihre Heimat über Berlin zu führen, mag durch eine Einladung von Max Liebermann bestärkt worden sein. Am 13. Mai 1896 schrieb Liebermann von Berlin aus einen in französischer Sprache verfassten Brief an Zorn in Paris. Darin bat er „mon cher Zorn“ möge Martha Liebermann malen. Liebermann schlug als Preis 3.000 Französische Franc vor und nannte auch gleich möglichen Termine. Liebermann schlug Sitzungen ab dem 27. Mai vor, da ab dem 15. Juni seine Frau nebst Tochter in den Ferien im Schwarzwald wären. Wenige Tage später kamen Anders Zorn mit seiner Frau Emma in Berlin an, wo er das Porträt von Martha Liebermann in deren Haus am Pariser Platz malte. Ob das davor oder danach entstandene Pendant mit dem Porträt von Max Liebermann ein Geschenk von Zorn an Liebermann war oder hierfür ein gesonderter Betrag ausgehandelt wurde, bleibt unbekannt. Nach Zorns Abreise wurde ihm im Rahmen der Internationalen Kunstausstellung in Berlin die Große Goldmedaille zuerkannt. Zudem erwarb die Nationalgalerie aus der Akademie-Ausstellung sein Gemälde Sommerabend. Der Kaufbetrag von 3.000 Mark stammte aus einem von Kaiser Wilhelm II. zur Verfügung gestellten Ankaufsfond.
In der Zeit bis zum Ersten Weltkrieg kam Zorn wiederholt nach Berlin. Bei seinem Aufenthalt 1900 besuchte er mehrfach das Haus der Liebermanns, wo er neben den eigenen Porträts des Paares auch die anwachsende Sammlung mit Werken der französischen Impressionisten bewundern konnte. Weitere Besuche folgten 1903, 1911 und 1912. Zorn, der bei Gurlitt und in der Berliner Secession ausstellte, war dank Liebermanns Unterstützung seit 1904 zudem Mitglied der Königlichen Akademie der Künste. Möglicherweise bei einem seiner letzten Besuche in Berlin erhielt Zorn als Geschenk von Liebermann seine um 1905 entstandene Strandstudie von Noordwijk. Nach dem Tod von Anders Zorn 1920 gab es nur wenige Kontakte zwischen den Liebermanns und Emma Zorn.

## Provenienz
Nach Max Liebermanns Tod 1935 erbte seine Frau Martha die beiden Zorn-Porträts. Die betagte Witwe entschied sich trotz der zunehmenden Verfolgung der Juden vorerst in Berlin zu bleiben, auch, als nach den Novemberpogromen 1938 ihre einzige Tochter Käthe, der Schwiegersohn Kurt Riezler und die Enkeltochter Maria aus Deutschland emigrierten und in die Vereinigten Staaten ausreisten. Als sich 1941 die Lebensumstände von Martha Liebermann zunehmend verschlechterten, versuchte sie mit der Unterstützung von Freunden in die Schweiz oder nach Schweden auszureisen. In Schweden setzten sich Emma Zorn und Prinz Eugen von Schweden, ein Bruder des Königs Gustav V., für die Einreise von Martha Liebermann ein. Nachdem am 5. November 1941 die entsprechenden schwedischen Papiere und darüber hinaus im Dezember 1941 auch ein Visum für die Schweiz vorlagen, scheiterte die Ausreise nun an der von den deutschen Behörden geforderten so genannten Reichsfluchtsteuer in Höhe 50.000 Schweizer Franken. Die Familie der Tochter konnte diesen Betrag nicht mehr bereitstellen, da nach der Kriegserklärung Deutschlands an die Vereinigten Staaten am 11. Dezember 1941 von dort keine Zahlungen mehr nach Berlin möglich waren. In Schweden starb Anfang Januar 1942 Emma Zorn. Deren Nachlassverwaltern war ebenfalls keine Zahlung möglich, da das Vermögen der Zorns gerade in eine Stiftung umgewandelt wurde. Da Martha Liebermann ebenfalls über keinen derartigen Betrag verfügte, schmuggelte der befreundete Unternehmer Edgar von Uexküll die aus dem Rahmen getrennten Zorn-Bildnisse im persönlichen Gepäck nach Schweden, wo er hoffte, sie als Pfand für eine Geldzahlung einsetzen zu können. Nach längeren Verhandlungen überwies der Nachlassverwalter Olof Lamm, ein Neffen von Emma Zorn, Anfang Dezember 1942 für die Bilder 12.000 Kronen (umgerechnet 14.400 SFr) an das Reichswirtschaftsministerium in Berlin.  Da der Betrag nicht ausreichte, wollten Freunde in der Schweiz möglicherweise den „fehlenden Restbetrag“ übernehmen. Dies scheiterte nicht zuletzt daran, dass Martha Liebermann Ende 1942 einen Schlaganfall erlitten hatte und nicht reisefähig war. Als im März 1943 Martha Liebermanns Deportation in das KZ Theresienstadt bevorstand, nahm sie sich das Leben. Im Juni 1943 konnte von Uexküll ― für ihn eher unerwartet ― beim Reichswirtschaftsministerium die Rückzahlung der 12.000 Kronen nach Schweden erreichen. Hierdurch wurde Liebermanns Tochter Käthe Rietzler als Erbin Eigentümerin der Zorn-Bilder, die sich derweil im Depot des Zornmuseet in Mora befanden. 1946 schenkte Käthe Rietzler die Zorn-Bildnisse an von Uexküll, aus Dankbarkeit für seine Bemühungen zur Rettung von Martha Liebermann. Nachdem von Uexküll 1947 mit seiner Familie nach Schweden ausgewandert war, lebte er dort zunächst nahezu mittellos. Er verkaufte die Porträts von Max und Martha Liebermann 1948 für 10.000 Kronen an das Zornmuseet in Mora. Die Zahlung erfolgte jedoch erst sukzessive in zehn jährlichen Raten.

## Rezeption
Die Porträts von Martha und Max Liebermann werden sowohl im Buch Dem Paradies so fern von Sophia Mott wie auch in der darauf beruhenden Verfilmung Martha Liebermann – Ein gestohlenes Leben thematisiert. Insbesondere Martha Liebermanns Hadern und schließlich die Entscheidung, die Gemälde zur Finanzierung der behördlichen Ausreisegenehmigung zu verkaufen, sind im Buch und im Film ein Baustein der Handlung.